# Дюстерберг, Теодор
Теодор Дюстерберг (нем. Theodor Duesterberg; 19 октября 1875, Дармштадт — 4 ноября 1950, Хамельн) — многолетний руководитель немецкой националистической военизированной организации «Стальной шлем», кандидат в президенты Германии (1932).

## Биография
Родился в семье военного врача Георга Дюстерберга и его жены Элис, урожденной Кольман. В 1893 году после обучения в кадетских школах в Потсдаме и Гросс-Лихтерфельде вступил в прусскую армию. В 1900—1901 годах был членом восточноазиатского экспедиционного корпуса, отправленного в Китай для подавления Ихэтуаньского (боксёрского) восстания. По возвращении служил в армии на различных должностях и после окончания Военной академии в 1905 году был переведен в Генеральный штаб. В 1913 году отвечал в военном министерстве за подготовку офицеров.
Участвовал в Первой мировой войне в качестве командира батальона, но после тяжелого ранения в ноябре 1914 года был переведен на штабную работу. Служил в военном министерстве начальником отдела союзных армий. В 1919 году в знак протеста против Версальского договора оставил службу в звании подполковника.
Посещал лекции по истории в Берлинском университете и решил заняться политической деятельностью. Вступил в Немецкую национальную народную партию и в октябре 1919 года был назначен секретарем партии в Галле (Заале). Однако в 1923 году покинул партию после многочисленных разногласий с партийным руководством и вступил в монархически-националистическое военное объединение «Стальной шлем».
Быстро сделал здесь карьеру: в год своего прихода стал лидером созданного им Союза Центральной Германии, а год спустя вместе с Францем Зельдте — одним из двух председателей «Стального шлема».
В 1929 году «Стальной шлем» вместе с Немецкой национальной народной партией и Национал-социалистической немецкой рабочей партией инициировал референдум против плана Юнга. Двумя годами позже Дестерберг выступил за сотрудничество «Стального шлема» с  НННП, НСДАП и другими антиреспубликанскими крайне правыми группами в довольно хрупком Гарцбургском фронте и в Обществе по изучению фашизма.
В 1932 году Немецкая национальная народная партия выдвинула его кандидатом в президенты Германии. Однако растиражированные национал-социалистами сведения о том, что он на четверть еврей, возможно, сократили его шансы. В результате в первом туре он набрал всего 6,8 % голосов избирателей и снял свою кандидатуру.
Тем не менее в 1933 году в первом кабинете Гитлера ему предложили пост министра труда, который в итоге занял Франц Зельдте. После унификации покинул пост председателя «Стального шлема».
В 1934 году в ходе акции «Ночь длинных ножей» арестован, некоторое время содержался в концентрационном лагере Дахау. Вышел на свободу по личному распоряжению Гинденбурга.
Известно, что искал контакта с Карлом Фридрихом Гёрделером, но так и не стал участником Сопротивления.
В 1949 году опубликовал книгу «„Стальной шлем“ и Гитлер», в которой защищал свою политическую деятельность и подчеркивал дистанцированность от национал-социализма.

## Награды
- Железный крест 1-го класса
- Ганзейский крест Бремена
- Крест Фридриха Августа
- Крест «За военные заслуги» 3-го класса (Австро-Венгрия)
- Рыцарский крест ордена Дома Гогенцоллернов
- Орден Короны (Пруссия)
- Орден «За военные заслуги» (Бавария)
- Орден Филиппа Великодушного
- Мекленбург-Шверин Kriegsverdienstkreuz 2 Klasse
- Fürstentum Lippe Kriegsverdienstkreuz 2 Klasse
- Kreuz für Auszeichnung im Kriege 2 Klasse
- Болгарский орден «За военные заслуги» («За военна заслуга») 2-й степени
- Медаль в честь 100-летия Вильгельма I
- Знак за ранение (1918)
- Орден Османие
- Орден Меджидие
- Оттоманская военная медаль
- Медаль Имтияз
- Медаль Лиакат
- Памятная медаль за китайскую кампанию с двумя планками
- Орден Святой Тамары